# 金鍾国 (ジャーナリスト)
金 鍾国（キム・ジョングク、朝鮮語: 김종국、1956年1月5日 – ）は、大韓民国のフリーアナウンサー、ジャーナリスト。2013年から2014年まで韓国文化放送社長を務めた。

## 学歴
- 〜1981年 - 高麗大学校経済学学士

## 経歴
1981年1月16日に文化放送 (MBC) に入社。報道局に配属となり、ロサンゼルス特派員、経済部部長、政治部部長、MBC慶南初代社長などを歴任。2013年5月にMBC社長に就任。
| 年度             | タイトル                         |
| ---------------- | -------------------------------- |
| 1982             | 文化放送報道局記者               |
| 1998             | 文化放送報道局ロサンゼルス特派員 |
| 2000             | 文化放送経済部部長               |
| 2001             | 文化放送政治部部長               |
| 2005.06〜2008.03 | 文化放送論説委員室論説委員       |
|                  | 文化放送慶南代表取締役社長       |
| 2012.4           | 第15代大田文化放送代表取締役社長 |
| 2013.5〜2014.2   | 文化放送代表取締役社長           |